# Слокоштиця
Слоко́штиця (болг. Слокощица) — село в Кюстендильській області Болгарії. Входить до складу общини Кюстендил.

## Населення
За даними перепису населення 2011 року у селі проживали 1684 особи, з них 1657 осіб (99,9%) — болгари.
Розподіл населення за віком у 2011 році:
Динаміка населення: